# Bahnhof Ankara

Der Bahnhof Ankara (Ankara Garı) ist ein Bahnhof der Türkischen Staatsbahn (TCDD) am Talatpaşa Bulvarı in der Hauptstadt Ankara.
Der erste Bahnhof wurde hier von der Anatolischen Eisenbahn am 31. Dezember 1892 eröffnet. Der Grundstein für das heutige Empfangsgebäude im Stil des Art déco wurde am 4. März 1935 gelegt. Die Bauarbeiten wurden Anfang Oktober 1937 beendet, sodass der Bahnhof am 10. Oktober eingeweiht werden konnte. Der Neubau ersetzte den Vorgängerbau von 1892 und bildete eine unter Mustafa Kemal Atatürk angestrengte städtebauliche Entwicklungsmaßnahme. Mit dem Bau war der Architekt Şekip Akalın beauftragt.

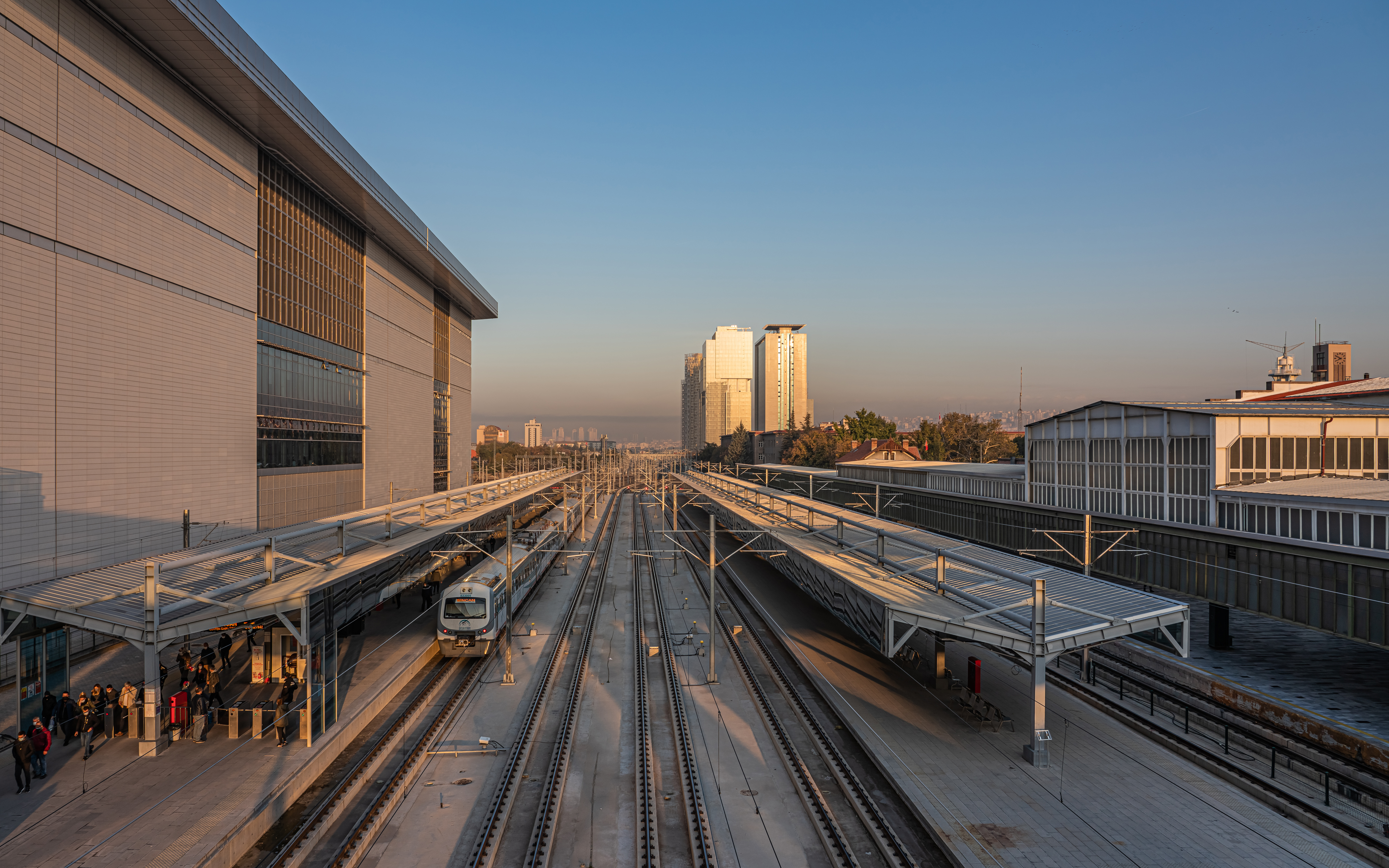
Bahnsteige, links das Terminal für Hochgeschwindigkeitszüge

Zu dem Bahnhofskomplex gehört auch ein Eisenbahnmuseum ( Atatürk Konutu ve Demiryolları Müzesi), in dem auf einer Freifläche Dampflokomotiven gezeigt werden. Ein Salonwagen von Mustafa Kemal Atatürk ist am Bahnsteig 1 abgestellt. Weiter beherbergt der Bahnhof eine Kunstgalerie. Untergebracht ist das Museum im ehemaligen Wohngebäude des Bahnhofsvorstehers, das Mustafa Kemal Atatürk zeitweise im Türkischen Befreiungskrieg als Wohnung und Hauptquartier diente.
Ende Juli 2014 wurde die Hochgeschwindigkeitsstrecke Ankara–Istanbul eingeweiht. Sie verkehrt zwischen den Städten in 3,5 Stunden. Die Bahn fährt nicht in das Istanbuler Zentrum, sondern hält in Pendik. Diese Reststrecke in das Zentrum von Istanbul wird noch fertiggestellt. Auch Izmir-Alsançak ist via Eskişehir zu erreichen. Am 10. Oktober 2015 kam es am Bahnhof zu einem terroristischen Sprengstoffanschlag. Es handelt sich um den schwersten Terroranschlag in der Geschichte der Türkei.
Ankara ist Ausgangspunkt des Trans Asya Ekspresi über Täbris nach Teheran/Iran

## Galerie

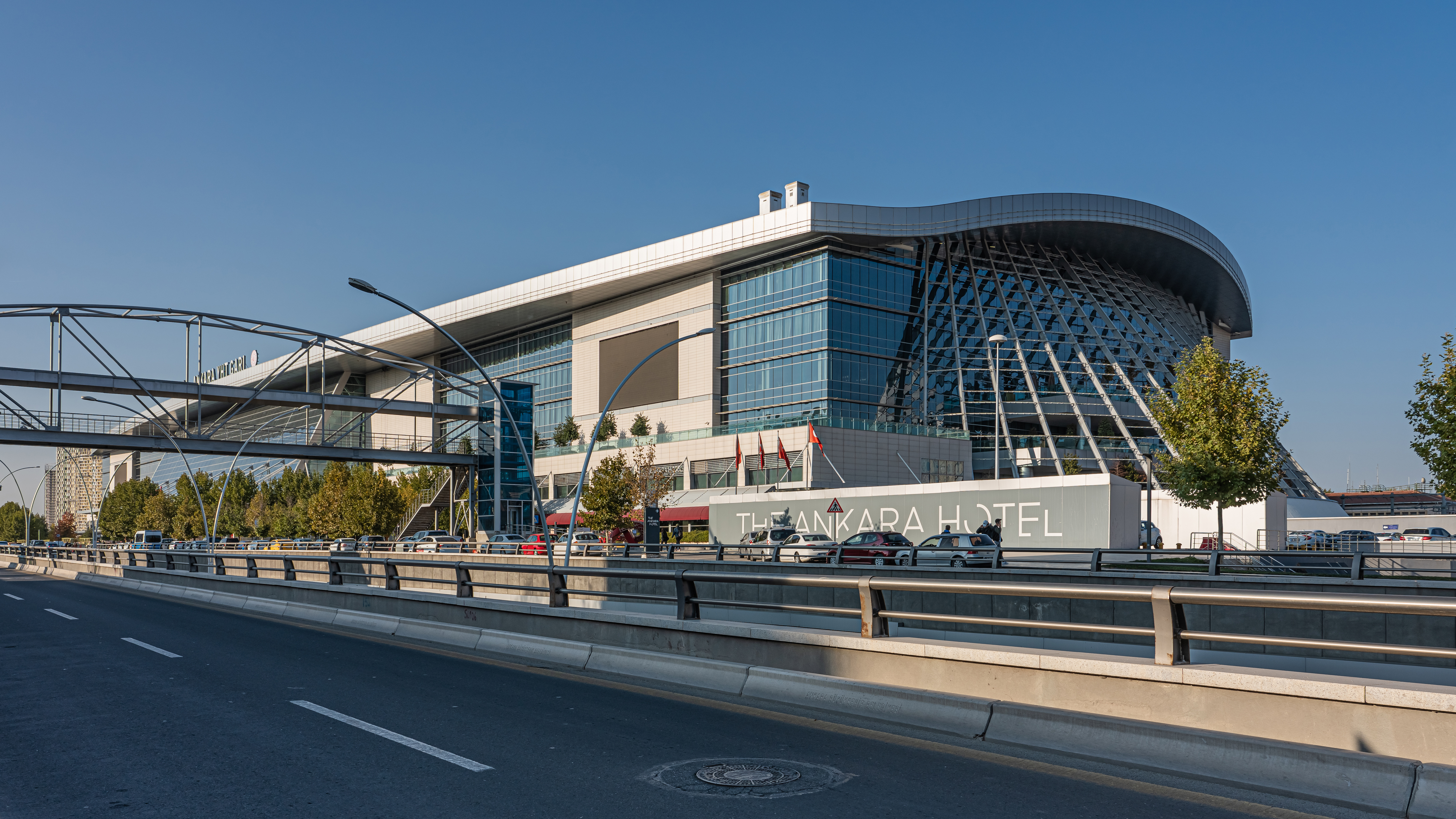
Das neue Terminal für Hochgeschwindigkeitszüge
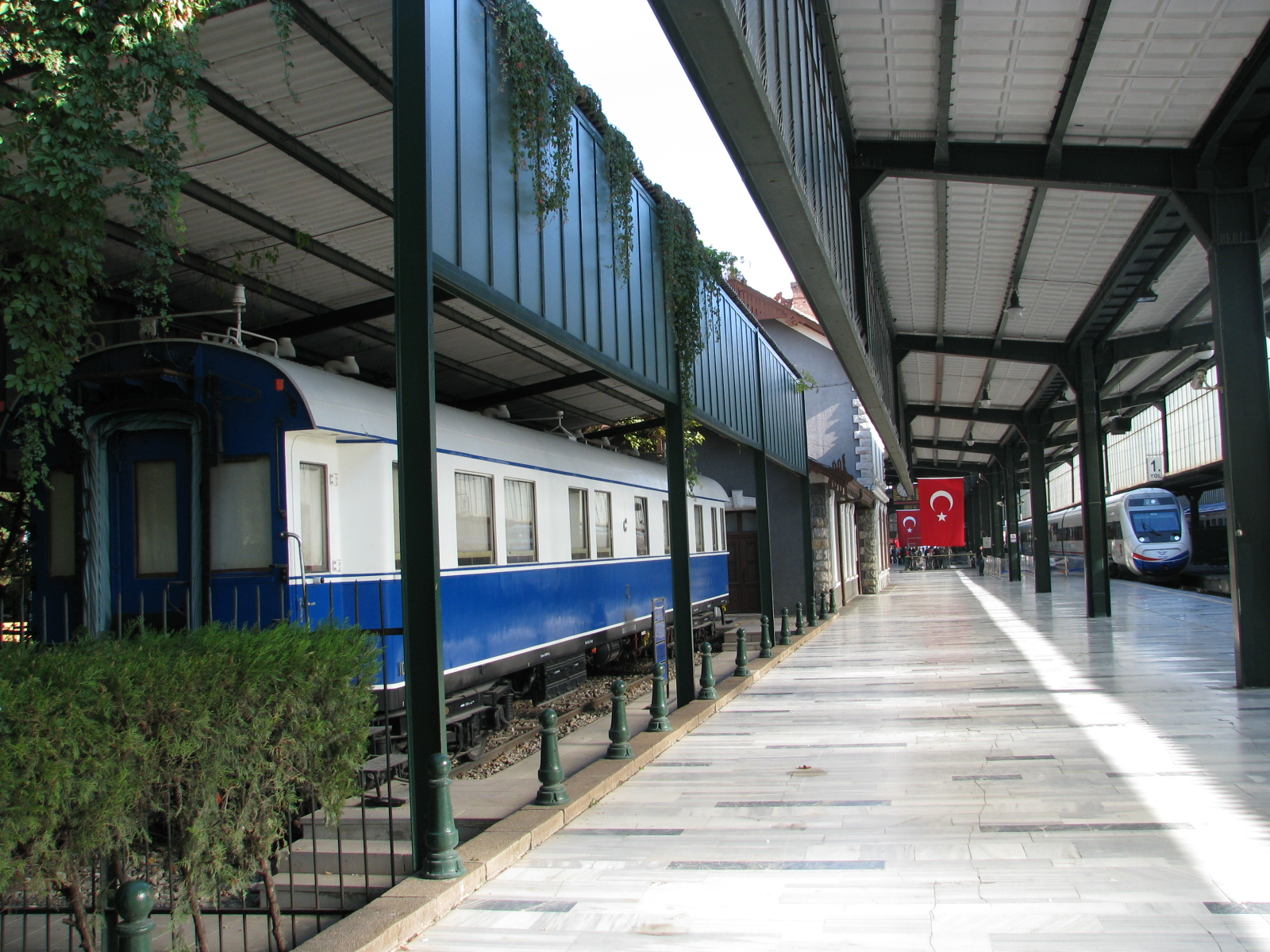
Bahnsteig mit dem Salonwagen Mustafa Kemals
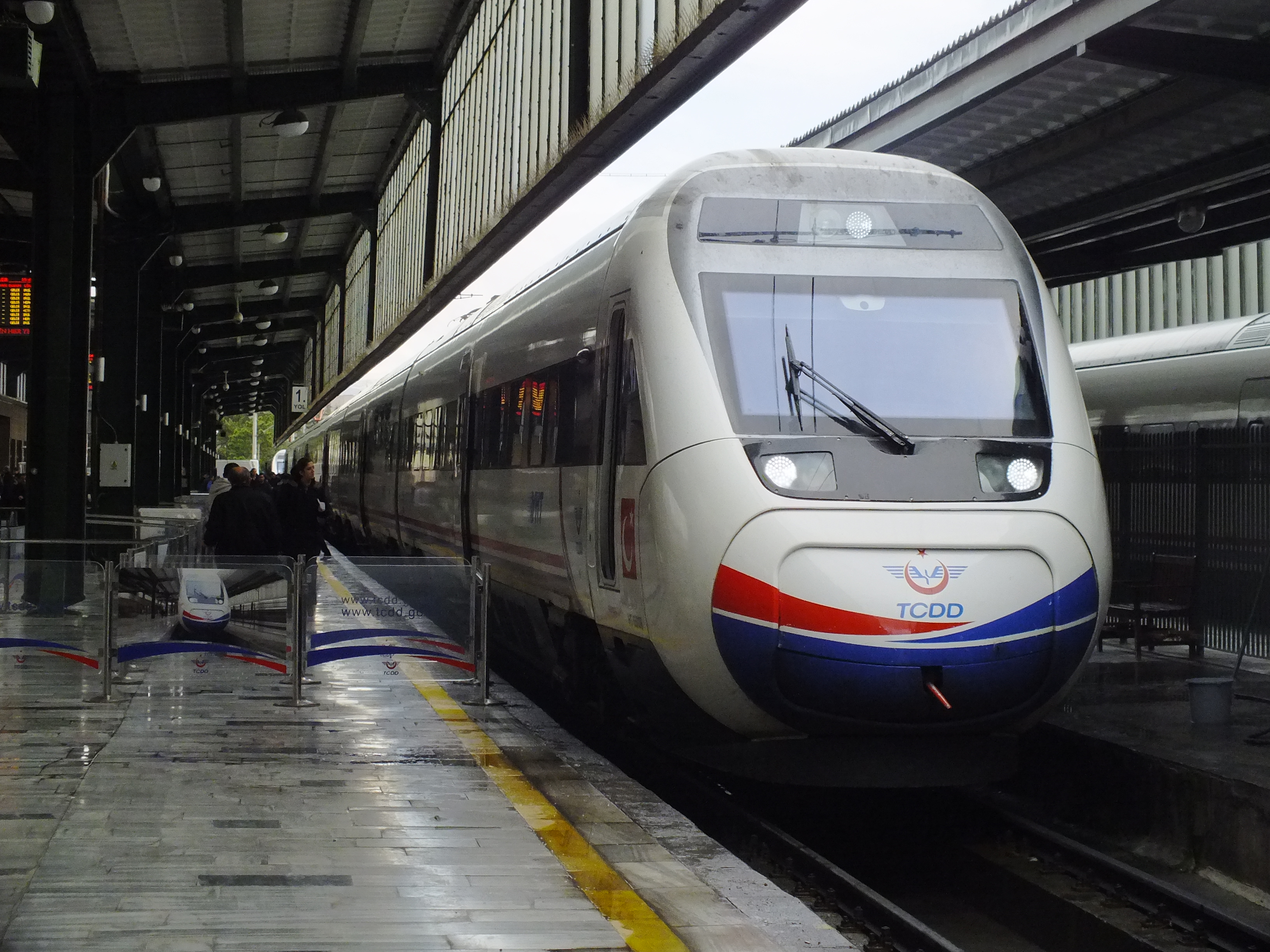
Hochgeschwindigkeitszug nach Istanbul
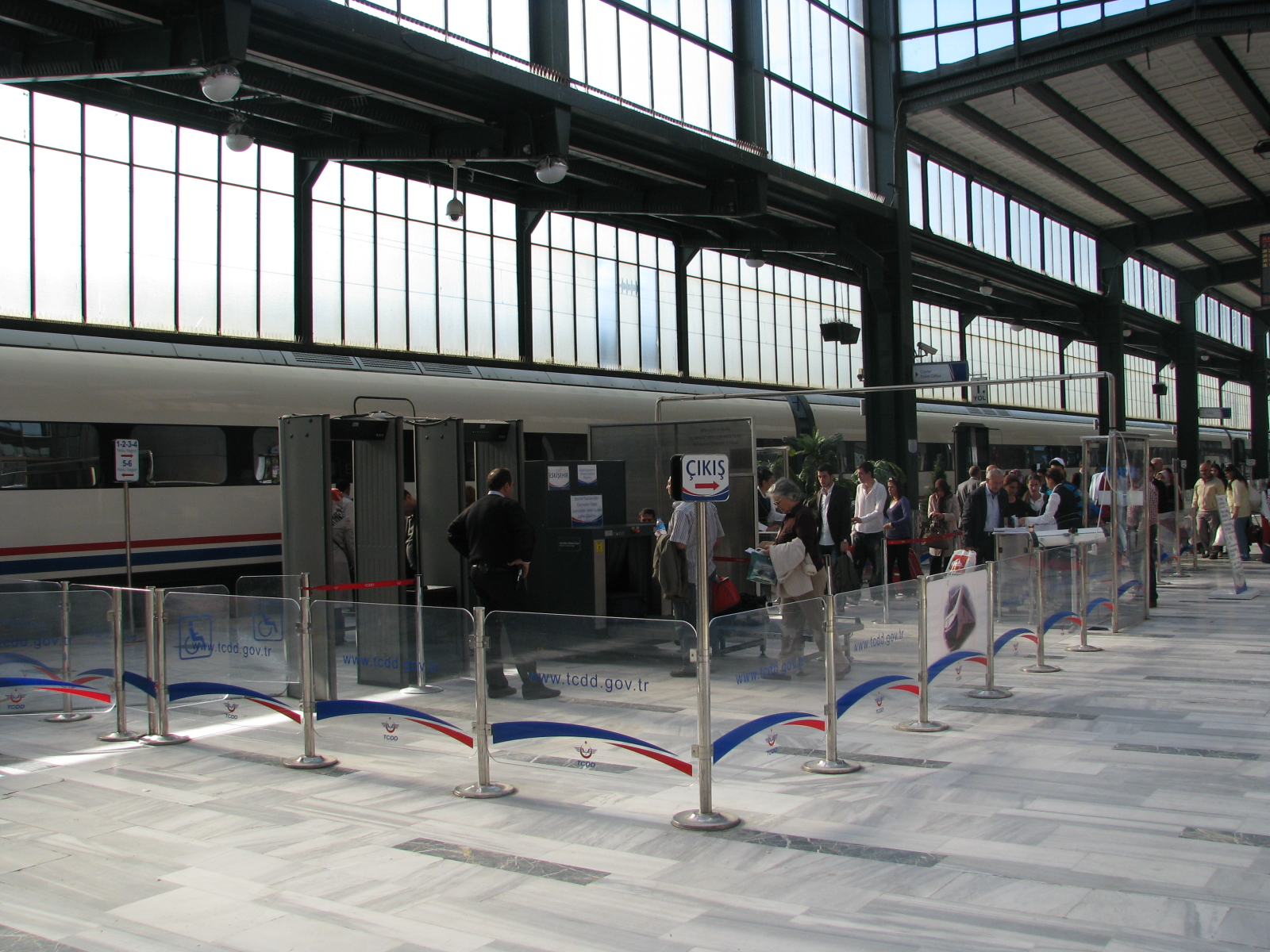
Beim Einstieg